# Team 4
Team 4 var ett brittiskt arkitektkontor som grundades 1963 av Richard Rogers, Su Rogers, Norman Foster, Wendy Foster och Georgie Wolton. Team 4 upplöstes 1967. Norman och Wendy Foster startade då kontoret Foster Associates, senare Foster and Partners, i London. Richard och Su Rogers startade Richard Rogers Partnership.

## Byggnader
- Cockpit, vindskydd vid en sjö, Cornwall, Storbritannien, 1964.
- Creek Vean House, Villa, Feock, Cornwall, Storbritannien, 1964-1966.
- Skybreak house, Radlett, Herfordshire, Storbritannien, 1964-1965.
- Mews houses, Murray Mews, Camden Town, London, Storbritannien, 1965
- Reliance Controls Limited, Swindon, Wiltshire, Storbritannien, 1965-1966.